# یوتو ناگاتومو
یوتو ناگاتومو (ژاپنی: 長友 佑都؛ زادهٔ ۱۲ سپتامبر ۱۹۸۶) بازیکن فوتبال اهل ژاپن و عضو تیم ملی فوتبال ژاپن است.که در باشگاه فوتبال توکیو ژاپن بازی می کند. وی همچنین در تاریخ ۲۴ مه ۲۰۰۸ میلادی اولین بازی ملی‌اش را انجام داد. وی در حال حاضر ۱۴۲ بازی ملی و ۴ گل در کارنامه خود دارد.

## افتخارات

### باشگاهی
توکیو
- جام جی‌لیگ: ۲۰۰۹

اینتر میلان
- جام حذفی فوتبال ایتالیا: ۱۱–۲۰۱۰

گالاتاسرای
- سوپر لیگ فوتبال ترکیه: ۱۸–۲۰۱۷

### ملی
ژاپن
- جام ملت‌های آسیا: ۲۰۱۱
- جام کیرین: ۲۰۱۱